# Llei Mu
La llei mu, o mu-law (μ-law), és un algorisme de codificació que basa el seu funcionament en la codificació a partir de la forma d'ona del senyal d'àudio. És utilitzat principalment per àudio de veu humana, ja que explota les característiques d'aquesta.
El nom de mu-law prové de µ-law, que utilitza la lletra grega µ. La seva aplicació cobreix el camp de les comunicacions telefòniques. Aquest sistema de codificació és usat als EUA i el Japó. A Europa s'utilitza un sistema molt semblant anomenat A-law.
Aquest tipus d'algorismes que codifiquen les mostres del senyal són capaços de recuperar quasi perfectament la forma d'ona del senyal original al receptor.

## Conceptes generals
La codificació és un procés per representar un senyal digital amb la mínima qualitat de bits possible, mantenint la qualitat i la intel·ligibilitat adequades per l'aplicació que utilitzem.
El senyal que vulguem codificar haurà de ser prèviament digitalitzat. Inevitablement, en el procés de quantificació es produeix una degradació de la qualitat del senyal, tot i que si el nombre de nivells de quantificació és prou elevat, la pèrdua de qualitat és pràcticament insignificant. En la qualitat del senyal digitalitzat també es veurà directament relacionada la freqüència de mostreig.

## Característiques bàsiques µ-Law
- És un algorisme estàndard
- Té una complexitat baixa
- Utilitzat en aplicacions de veu humana
- No introdueix pràcticament retard algorítmic (donada la seva baixa complexitat)
- És adequat per a sistemes de transmissió TDM
- No és adequat per a la transmissió per paquets
- Factor de compressió aproximadament de 2:1

L'algorisme mu-law és un estàndard tècnic. La seva aplicació és bàsicament per veu humana en telefonia. Un dels seus principals avantatges és que no introdueix retard algorítmic, ja que en ser de baixa complexitat no requereix una gran capacitat de procés ni ús de recursos. En relació al factor de compressió, aconsegueix comprimir en un factor 2:1. Avui en dia els sistemes de compressió aconsegueixen factors de compressió molt més elevats utilitzant diferents tècniques de compressió i codificació.

## Tècnica de compressió amb pèrdues
L'algorisme mu-law és un sistema de compressió amb pèrdues. Això significa que en recuperar el senyal, aquest no serà exactament igual a l'original.

## Plantejament de l'algorisme
Aquest algorisme s'utilitza principalment per a la codificació de veu humana, ja que el seu funcionament explota les característiques d'aquesta. Els senyals de veu estan formats en gran part per amplituds petites, ja que són les més importants per a la percepció de la parla, per tant aquestes són molt probables. En canvi, les amplituds grans no apareixen tant, indicant que tenen una probabilitat d'aparició molt baixa.
En el cas que un senyal d'àudio tingués una probabilitat d'aparició de tots els nivells d'amplitud per igual, la quantificació ideal seria l'uniforme, però en el cas de la veu humana això no ocorre, estadísticament apareixen amb molta més freqüència els nivells baixos d'amplitud.
L'algorisme mu-law explota el factor que els alts nivells d'amplitud no necessiten tanta resolució digital com els baixos. Per tant, si donem més nivells de quantificació a les baixes amplituds i menys a les altes aconseguirem més resolució, un error de quantificació inferior i, per tant, una relació SNR superior que si efectuéssim directament una quantificació uniforme per a tots els nivells del senyal.
Aquest fet provoca que si per a un determinat SNR fixat necessitem per exemple 16 bits utilitzant una quantificació uniforme, per al mateix SNR utilitzant la codificació mu-law necessitem 8 bits, donat que l'error de quantificació és menor i podrem permetre'ns utilitzar menys bits per obtenir el mateix SNR.

## Funcionament
L'algorisme mu-law basa el seu funcionament en un procés de compressió i expansió anomenat companding. S'aplica una compressió/expansió de les amplituds i posteriorment una quantificació uniforme. Les amplituds petites del senyal d'àudio segueixen un procés d'expansió i les amplituds més elevades són comprimides. Això es pot entendre de la següent forma; quan un senyal passa a través d'un compander, l'interval de les amplituds petites d'entrada son representades a un interval més llarg a la sortida, i l'interval de les amplituds més elevades passa a ser representat en un interval més petit a la sortida. En la següent figura podem veure-ho amb claredat:
Aquesta figura mostra que el rang dels valors d'entrada (línia horitzontal) continguts a l'interval [-0.2,0.2] (amplituds petites) estan representats a la sortida(línia vertical) a l'interval [-0.6,0.6]. Podem comprovar que hi ha una expansió.
Per una altra part veiem que els valors d'entrada continguts a l'interval [-1,-0,6] i [0.6,1] són representats a la sortida en els intervals [-0.9,-1] i [0.9,1]. Podem comprovar que es produeix una compressió.
Tot aquest esquema és equivalent a aplicar una quantificació no uniforme al senyal original, on tenim petits passos de quantificació pels valors petits d'amplitud i passos de quantificació grans pels valors grans d'amplitud. Per recuperar el senyal haurem d'aplicar la funció inversa.
Per tant, la implementació del sistema consisteix a aplicar al senyal d'entrada una funció logarítmica i una vegada processat realitzar una quantificació uniforme. És el mateix que dir que el pas de quantificació segueix una funció del tipus logarítmic.
Aquesta funció la tenim definida de la següent forma:
{\displaystyle F(x)=\operatorname {sgn}(x){\ln(1+\mu |x|) \over \ln(1+\mu )},\quad -1\leq x\leq 1}
La lletra μ indica el factor de compressió utilitzat. (μ = 255)
Si μ = 0 l'entrada és igual a la sortida.

## Conclusió
Com a conclusió podem dir que en aplicar la quantificació uniforme a la sortida de la transformació logarítmica aconseguirem més nivells de quantificació per als valors petits d'amplitud del senyal de veu, i per tant, més resolució digital, ja que aquests seran els més freqüents segons la distribució de probabilitat de la veu. Això ens permetrà utilitzar menys bits que una quantificació uniforme pura obtenint el mateix SNR en els dos casos.